# Phuphkalan
Phuphkalan é uma cidade e uma nagar panchayat no distrito de Bhind, no estado indiano de Madhya Pradesh.

## Demografia
Segundo o censo de 2001, Phuphkalan tinha uma população de 10,245 habitantes. Os indivíduos do sexo masculino constituem 55% da população e os do sexo feminino 45%. Phuphkalan tem uma taxa de literacia de 61%, superior à média nacional de 59.5%: a literacia no sexo masculino é de 70% e no sexo feminino é de 50%. Em Phuphkalan, 17% da população está abaixo dos 6 anos de idade.